# Katell Berthelot
Pour les articles homonymes, voir Berthelot.
Katell Berthelot, née à Paris le 13 février 1972, fille du mathématicien Pierre Berthelot, est une historienne des religions, spécialisée  dans le judaïsme ancien et l'approche comparatiste des trois monothéismes. Chargée de recherche au Centre national de la recherche scientifique (CNRS), elle est rattachée au Centre Paul-Albert Février à la MMSH d'Aix-en-Provence.

## Biographie
Diplômée d'HEC en 1993 et titulaire d’une maîtrise de Lettres, Katell Berthelot réoriente sa carrière à la suite d'un voyage en Israël et la découverte des textes de la Bible :  elle s'engage alors dans un cursus d’histoire des religions à l'université Paris Sorbonne-Paris IV où elle obtient un DEA. Elle passe les années suivantes au Centre Orion d’études qumrâniennes de l’université hébraïque de Jérusalem. Son doctorat porte sur « Israël et l’humanité dans la pensée juive à l’époque hellénistique et romaine ». En 2002 elle rejoint le CNRS, au Centre Paul-Albert Février d’Aix-en-Provence.
Travaillant sur les manuscrits bibliques et leurs commentaires, son champ de recherche recouvre la notion d'humanisme dans la philosophie grecque et la pensée juive ancienne, la lecture juive du récit biblique de la conquête de Canaan par les Hébreux ou encore les façons dont a été pensée l'universalité de la loi juive.
Elle codirige, avec Thierry Legrand et André Paul, l'édition bilingue des manuscrits de la mer Morte pour les éditions du Cerf ainsi que Dieu, une enquête, ouvrage comparant ce que les trois grands monothéismes ont en commun et ce qui les distingue.

## Publications

### Ouvrages
- (en) Katell Berthelot, Jews and Their Roman Rivals : Pagan Rome's Challenge to Israel, Princeton University Press, 2021, 552 p. (ISBN 978-0-691-22042-0, lire en ligne).
- Katell Berthelot, Le monothéisme peut-il être humaniste ?, Paris, Fayard, coll. « Bibliothèque de culture religieuse », 2006, 266 p. (ISBN 9782213622170).
- Katell Berthelot, L’« humanité de l’autre homme » dans la pensée juive ancienne, Leyde-Boston, Brill, 2004, 328 p. (ISBN 9789004137974).
- Katell Berthelot, Philanthrôpia judaica : Le débat autour de la « misanthropie » des lois juives dans l’Antiquité, Leyde-Boston, Brill, 2003, 454 p. (ISBN 9789004496507, lire en ligne).

### Direction d’ouvrages
- Pierre Savy (dir.), Katell Berthelot (dir) et Audrey Kichelewski (dir.), Histoire des Juifs : Un voyage en 80 dates de l'Antiquité à nos jours, Paris, Presses universitaires de France, 2020, 608 p. (ISBN 978-2-13-082072-7, lire en ligne).
- (en) Katell Berthelot (dir.), Joseph E. David (dir.) et Marc Hirshman (dir.), The Gift of the Land and the Fate of the Canaanites, Oxford University Press, 2014, 480 p. (ISBN 978-0-19-995982-2, lire en ligne).
- (he) Katell Berthelot (dir.), Michaël Langlois (dir.) et Thierry Legrand (dir.) (trad. de l'hébreu), La bibliothèque de Qumrân, vol. III a : Torah — Deutéronome et pentateuque dans son ensemble, Paris, Cerf, 2014, 456 p. (ISBN 9782204087735).
- Dionigi Albera (dir.) et Katell Berthelot (dir.), Dieu, une enquête : Judaïsme, christianisme, islam, ce qui les distingue, ce qui les rapproche, Paris, Flammarion, 2013, 1036 p. (ISBN 978-2-08-121448-4).
- (he) Katell Berthelot (dir.) et Thierry Legrand (dir.) (trad. de l'hébreu), La bibliothèque de Qumrân, vol. II : Torah — Exode, Lévitique, Nombres, Paris, Cerf, 2010, 456 p. (ISBN 9782204087735).
- (he) Katell Berthelot (dir.), Thierry Legrand (dir.) et André Paul (dir.) (trad. de l'hébreu), La bibliothèque de Qumrân, vol. I : Torah — Genèse, Paris, Cerf, 2008, 589 p. (ISBN 9782204083058, présentation en ligne).

### Ouvrages collectifs
- Vincent Lemire (dir.), Katell Berthelot, Julien Loiseau et Yann Potin, Jérusalem. Histoire d'une ville-monde des origines à nos jours, Flammarion, 2016, 539 p. (ISBN 978-2-08-139490-2, lire en ligne).

## Distinctions
- Prix Théodore Reinach de l’Association des Études Grecques pour l'ouvrage Philanthrôpia judaica, en 2003
- Médaille de bronze du CNRS, en 2007
- Prix Irène-Joliot-Curie de la jeune femme scientifique, en 2008
- Prix Pierre-Lafue (2017)
- Prix Sophie-Barluet (2017)[2]